# Siamés Tabby Point
El Siamés Tabby Point es una variante de color del gato siamés estándar o thai, que presenta un dibujo atigrado. Este gato mantiene el cuerpo claro característico de los siameses, con marcas en tono gris, y ojos azules intensos. Su personalidad es sociable, parlanchina y afectuosa, lo que lo convierte en una excelente mascota. Estos gatos son reconocidos por su elegancia y energía, así como por su inteligencia y naturaleza curiosa.

## Orígenes
El Tabby Point no es una característica original del siamés tradicional, sino que surgió de cruces con otras razas que portaban el gen Tabby. Este patrón comenzó a ser reconocido y aceptado en exposiciones felinas en la segunda mitad del siglo XX, primero en Europa y luego en otras partes del mundo.

## Características Físicas
Su pelaje es claro en el cuerpo, pero se oscurece con la edad, revelando tonos más oscuros y marcados, como los del Siamés clásico. Los puntos en las extremidades (orejas, cara, patas y cola) pueden variar en colores como sea, marrón, chocolate, además de otros tonos como canela, caramelo y crema. Una característica distintiva son las marcas en forma de rayas alrededor de sus ojos, mejillas y patas, además de las anillas en su cola, típicas del patrón Tabby. Sus ojos son de un azul brillante y su cuerpo es esbelto, con una estructura delgada, aunque algunos criadores favorecen un físico más redondeado. Estos gatos también tienen un patrón "M" en la frente, un rasgo característico de los Tabby.

## Comportamiento y Personalidad

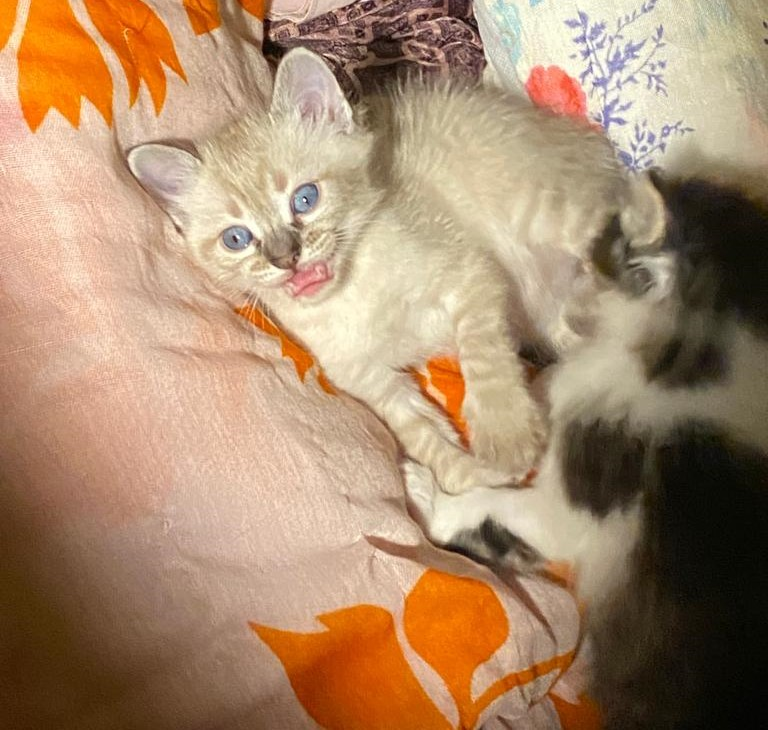
Gato Siamés Tabby Point bebé

El gato Siamés Tabby Point es conocido por su inteligencia, curiosidad y alto nivel de energía. Es una raza extremadamente sociable y dependiente de la interacción humana, característica que lo convierte en un compañero muy cercano para sus dueños.  Estos gatos requieren atención diaria y períodos de juego, ya que su bienestar emocional y mental depende en gran medida de la estimulación y la compañía.
Debido a su naturaleza activa, estos gatos pueden volverse destructivos o deprimirse si se les deja solos por largos periodos. Por esta razón, no son adecuados para personas que busquen una mascota independiente. La presencia de otro gato siamés o de una raza igualmente activa puede ayudarlos a mantenerse ocupados, aunque no reemplaza la necesidad de interacción humana.
Los Tabby Point tienden a seguir a sus dueños por la casa, mostrando una necesidad constante de involucrarse en las actividades del hogar. Son ideales para familias con niños mayores de ocho años, siempre que estos sepan tratar a los gatos de manera respetuosa. No son una raza silenciosa; su naturaleza vocal y exigente los hace destacar, siendo más adecuados para personas pacientes y que busquen una relación afectiva intensa con su mascota.